# Jankowskia fuscaria
Jankowskia fuscaria är en fjärilsart som beskrevs av John Henry Leech 1891. Jankowskia fuscaria ingår i släktet Jankowskia och familjen mätare. Inga underarter finns listade i Catalogue of Life.